# Valami követ
A Valami követ (eredeti cím: It Follows) 2014-es amerikai horrorfilm, amelyet David Robert Mitchell írt és rendezett. A főszerepben Maika Monroe egy fiatal nőt alakít, akit egy természetfeletti lény üldöz. A film a 2014-es cannes-i filmfesztiválon debütált, majd később a Radius-TWC megvásárolta a forgalmazás jogait. A sikeres limitált bemutatót követően a film 2015. március 27-én került széles körben a mozikba.

## Cselekmény
|  | Alább a cselekmény részletei következnek! |

Annie Marshall kirohan a házából, majd beül a kocsijába és elhajt. Aznap este egyedül ül egy tengerparton, és felhívja a szüleit, hogy elmondja nekik, hogy szereti őket. Reggel megcsonkított holtteste látható a tengerparton.
Az egyetemista Jay Height moziba megy a barátjával, Hugh-val. Hugh rámutat egy sárga ruhás lányra, akiről Jay azt mondja, hogy nem látja. Hugh idegenkedik, és megkéri, hogy távozzanak. Később Hugh és Jay először szexelnek a kocsijában, majd Hugh kloroformmal elaltatja a lányt. Jay egy tolószékhez kötözve ébred fel, ahol Hugh elmagyarázza, hogy a közösülés révén átadott neki valamit - egy olyan entitás fogja üldözni, amelyet csak ők látnak, és amely bármelyik ember külsejét felveheti. Gyalogtempóban mozog, de mindig tudja, hogy hol van, és mindig közeledik felé. Ha elkapja Jayt, megöli őt, és utána üldözőbe veszi az előző személyt, aki továbbadta az átkot. Hugh megvárja, amíg egy meztelen nő lassan közeledik feléjük, hogy bebizonyítsa, Jayt követi, majd arra ösztönzi Jayt, hogy hamarosan szexeljen valaki mással. Hazaviszi Jayt és elmenekül. Másnap a rendőrség nem találja sem a meztelen nőt, sem Hugh-t, aki hamis személyazonosság alatt élt.
Az iskolában Jay meglát egy idős nőt, aki a többiek számára láthatatlanul közeledik felé, és elmenekül előle. Jay nővére, Kelly és régi barátai, Paul és Yara Jay házában töltik az éjszakát. Valaki betöri az ablakot; Paul nyomoz, de nem lát senkit. Jay ekkor látja, hogy egy zilált, vizelő, félmeztelen nő sétál felé, és felszalad az emeletre a többiekhez, akik nem látják a lényt. Amikor egy magas férfi lép be a hálószobába, Jay biciklivel elmenekül a házból. A csoport a szomszédjuk, Greg segítségével rájön Hugh valódi nevére, akit Jeffnek hívnak és megtalálják az otthonát. Jeff elmagyarázza, hogy az entitás egy egyéjszakás kaland után kezdte üldözni őt és az egyetlen lehetőség, hogy lefekszik valaki mással, és arra kéri őket, hogy ugyanezt tegyék. Azt javasolja Jaynek, hogy vezessen egy távoli helyre, hogy időt nyerjen magának a gondolkodásra.
Greg elviszi Jayt, Kellyt, Yarát és Pault a családja tóparti házához. Másnap a tóparton, miközben Greg elmegy pisilni, az entitás Yara alakjában érkezik, és hátulról megtámadja Jayt, megragadva a haját, aminek a barátai szemtanúi. A lány Greg autójával menekül és balesetet szenved, majd egy kórházban ébred törött karral. Hogy időt nyerjen magának, Jay lefekszik Greggel a kórházban. Greg tagadja a lény létezését, hiába ragaszkodnak Jay barátai hozzá. Később Jay látja a lényt Greg alakjában Greg háza felé sétálni. Betöri az egyik ablakot és bemegy. Jay berohan a házba, és Greg félmeztelen anyja alakjában találja az entitást, aki megtámadja és megöli Greget. Jay elmenekül autóval és az éjszakát a szabadban tölti. Egy tengerparton Jay három fiatal férfit lát egy csónakban. Részben levetkőzik és besétál a vízbe, hogy elcsábítsa az idegen férfiakat. Hazatérve Paul, aki vállalja a kockázatot, megkéri Jayt, hogy adja át neki az átkot, de a lány visszautasítja.
A csoport egy utolsó erőfeszítést tervez, hogy megölje a lényt, mégpedig úgy, hogy egy medencébe csalogatják, és elektromos eszközöket dobnak a vízbe. Jay a medencében várakozik, amíg az entitás megérkezik az apja külsőjével. Ahelyett, hogy bemenne a medencébe, a készülékeket dobja rá. Egy láthatatlan célpontra lőve Paul véletlenül megsebesíti Yarát, de kétszer lövi le az entitást, mielőtt az a medencébe zuhan. Amikor Paul megkérdezi, hogy meghalt-e, Jay megközelíti a medencét, és csendben figyeli, ahogy az megtelik vérrel.
Visszatérve Jay házába, Jay és Paul szexelnek. Paul végighajt a városon, prostituáltak mellett elhaladva. Yara egy kórházban lábadozik. Később Jay és Paul kézen fogva sétálnak az utcán, miközben egy alak sétál mögöttük.
|  | Itt a vége a cselekmény részletezésének! |

## Szereposztás
| Szerep        | Színész         | 1. magyar szinkron |
| ------------- | --------------- | ------------------ |
| Jay Height    | Maika Monroe    | Andrusko Marcella  |
| Paul          | Keir Gilchrist  | Hamvas Dániel      |
| Greg Hannigan | Daniel Zovatto  | Márkus Sándor      |
| Yara          | Olivia Luccardi | Eke Angéla         |
| Hugh          | Jake Weary      | Horváth Illés      |
| Kelly Height  | Lili Sepe       | Mórocz Adrienn     |

## Forgatás
David Robert Mitchell író és rendező a filmet a fiatalkori visszatérő álmai alapján tervezte, amelyekben azt álmodta, hogy követik. A szexuális átvitel szerepe később jött, Mitchell azon vágyából, hogy valami olyasmi legyen, ami átadható az emberek között.
A filmet 2013. szeptember 30. és 2013. október 31. között forgatták a michigani Detroitban. Mitchell a forgatás során nagy látószögű objektíveket használt, hogy a filmnek tágas megjelenést adjon, és George A. Romero és John Carpenter munkáit említette, mint a film kompozícióira és vizuális esztétikájára gyakorolt hatást.

## Filmzene
A zenét Rich Vreeland, ismertebb nevén Disasterpeace komponálta. 2015. február 2-án jelent meg az Editions Milan Music gondozásában. 2015. március 10-én került forgalomba az album digitális verziója.

## Kritikai visszhang
A kritikusok elismerően nyilatkoztak a filmről. A Rotten Tomatoes kritika-gyűjtő weboldalon 270 kritika alapján 95%-os támogatottságot és 8,10/10-es átlagpontszámot ért el.

## Bevétel
A film 14,7 millió dolláros észak-amerikai és 8,6 millió dolláros nemzetközi bevételt ért el, ami világszerte 23,3 millió dolláros összbevételt jelentett.

## Fordítás
- Ez a szócikk részben vagy egészben  az   It Follows című angol Wikipédia-szócikk fordításán alapul.  Az eredeti cikk szerkesztőit annak laptörténete sorolja fel. Ez a jelzés csupán a megfogalmazás eredetét és a szerzői jogokat jelzi, nem szolgál a cikkben szereplő információk forrásmegjelöléseként.